# Gherardo Gambelli

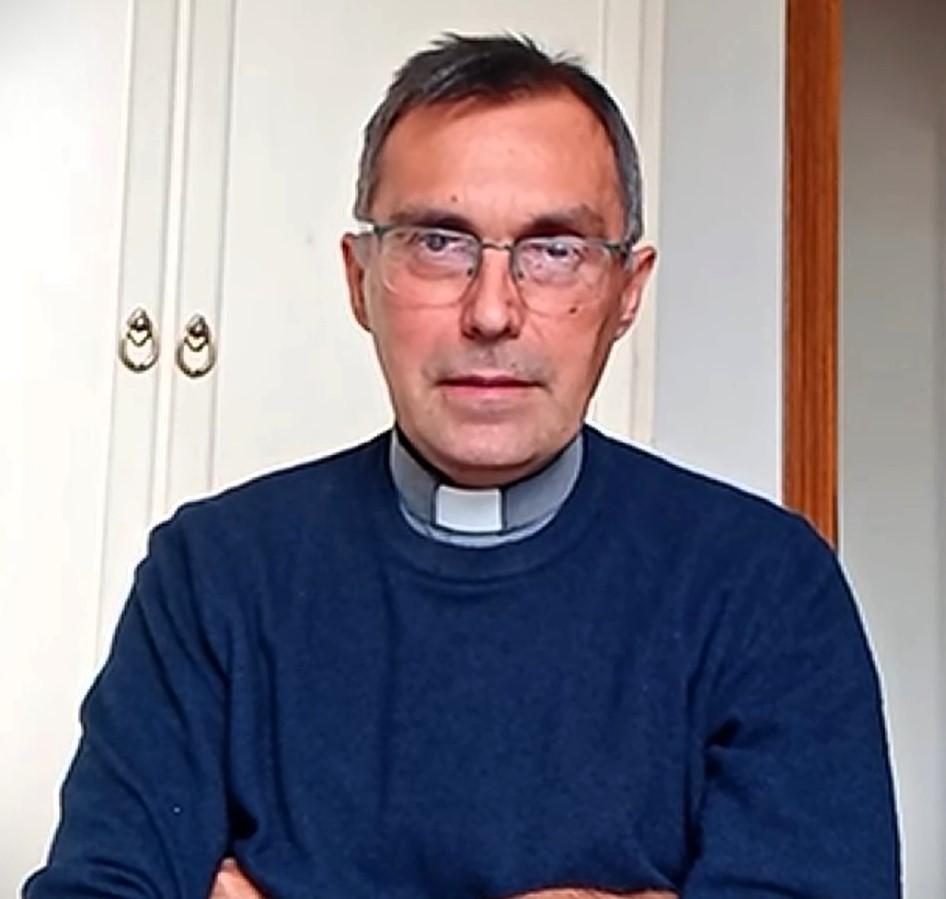
Gherardo Gambelli (Mai 2024)

Wappen von Gherardo Gambelli

Gherardo Gambelli (* 23. Juni 1969 in Viareggio) ist ein italienischer Geistlicher und römisch-katholischer Erzbischof von Florenz.

## Leben
Gherardo Gambelli empfing am 2. Juni 1996 durch Silvano Kardinal Piovanelli das Sakrament der Priesterweihe für das Erzbistum Florenz.
Nach der Priesterweihe war er bis 2007 in Rifredi und Cercina in der Pfarrseelsorge tätig. Während dieser Zeit studierte er zudem biblische Theologie und erwarb 2000 an der Päpstlichen Universität Gregoriana das Lizenziat. 2007 wurde er an der Theologischen Fakultät von Mittelitalien zm Dr. theol. promoviert. Von 2007 bis 2011 war er Pfarrer in Montughi. Von 2011 bis 2022 war er als Fidei-Donum-Priester im Tschad tätig. Hier war er in der Pfarrseelsorge, als Lehrer am nationalen Priesterseminar und als Gefängnisseelsorger tätig. Von 2013 bis 2016 gehörte er außerdem dem Konsultorenkollegium des Erzbistums N’Djaména an. Von 2018 bis 2022 war er im Apostolischen Vikariat Mongo tätig. Hier war er Dompfarrer an der Kathedrale Saint Ignace, Verantwortlicher für die Jugendpastoral und Gefängnisseelsorger sowie ab 2019 zudem Generalvikar. Nach der Rückkehr nach Italien war er ab 2023 Pfarrer der Pfarrei Madonna della Tosse in Florenz.
Papst Franziskus ernannte ihn am 18. April 2024 zum Erzbischof von Florenz. Sein Amtsvorgänger Giuseppe Kardinal Betori spendete ihm am 24. Juni desselben Jahres im Dom zu Florenz die Bischofsweihe. Mitkonsekratoren waren der emeritierte Erzbischof von Perugia-Città della Pieve, Gualtiero Kardinal Bassetti, der Apostolische Vikar von Anatolien, Paolo Bizzeti SJ, der Bischof von Pitigliano-Sovana-Orbetello, Giovanni Roncari OFMCap, und der Bischof von Pala im Tschad, Dominique Tinoudji.